# Municipio metropolitano de Ciudad del Cabo
El Municipio Metropolitano de la Ciudad del Cabo (en inglés: City of Cape Town, en afrikáans: Stad Kaapstad, en xhosa: IsiXeko saseKapa) es uno de los ocho municipios metropolitanos de Sudáfrica,  la cual gobierna a la Ciudad del Cabo, y sus suburbios. Según el censo de 2011, el municipio consta de una población total de 3.740.026 de habitantes.